# Villa Cagliares
Villa Cagliares, zwana także It-Tempju w języku maltańskim – barokowa willa w miejscowości Żejtun na Malcie. Została zbudowana w XVII wieku jako wiejska willa i domek myśliwski przez biskupa Baldassare Cagliaresa. Rezydencja położona jest na skraju doliny Ħajt il-Wied i mieści kaplicę, elegancki ogród z dziedzińcem frontowym oraz szereg unikalnych elementów architektonicznych. 
Willa została całkowicie odrestaurowana przez obecnych właścicieli i dziś jest prywatną rezydencją. W 2008 projekt renowacji Villi Cagliares został nagrodzony przez Din l-Art Ħelwa Prix d'Honneur Conservation and Reuse. Budynek jest ważnym punktem orientacyjnym w otaczających go polach uprawnych i zabudowaniach Żejtun. Jej niewielka kopuła zadaszająca prywatną kaplicę i otoczona balustradami znaczy panoramę doliny w kierunku Ħaż-Żabbar.

## Wczesna historia i wnętrze willi
Villa Cagliares stoi na obrzeżach miejscowości Żejtun, w obszarze nazywanym przez mieszkańców „ir-raħal t’isfel” (dolna wioska). Chociaż dokładna data budowy willi nie jest znana, historycy przypuszczają, że została zbudowana na początku XVII wieku, kiedy Cagliares było już biskupem. Opiera się to na dacie znajdującej się na drzwiach, z której wynika, że budowę rozpoczęto około 1620. Okolice Żejtun nadal były przedmiotem sporadycznych najazdów i ataków. Bliskość wybrzeża mogła mieć wpływ na surowy wygląd willi. Parter posiadał niewiele okien i otworów, a te, które się tam znajdowały, pełniły funkcję szczelin muszkietowych. W górnej części fasady znajduje się wykuty w kamieniu herb rodziny Testaferrata. Podobny herb wyryto na fontannie w głównym ogrodzie willi. Z biegiem czasu willa zmieniała właściciela i przeszła w ręce rodziny Testaferrata, która nadzorowała rozbudowę obiektu.
Surowy charakter sprawia, że budynkowi brakuje architektonicznej elegancji pałaców szlacheckich. Willę powiększono w XVIII wieku, dobudowując szereg pomieszczeń zarówno na poziomie parteru, jak i pierwszego piętra. Najważniejszym dodatkiem była kaplica z kopułą i latarnią. Kaplicę poświęcono Niepokalanemu Poczęciu Maryi. Jej projektantem mógł być Andrea Belli, ponieważ budynek jest podobny stylem do innych dzieł tego architekta. Gdyby nie kopuła kaplicy, zwieńczona balustradami, willę można by łatwo pomylić z rustykalnym wiejskim domem. Na pierwszym piętrze znajduje się typowe piano nobile z trójcentralnymi łukami i dużymi pokojami z wysokimi sufitami.
Vella, w swojej pracy z 1927 nawiązał także do innego herbu należącego do biskupa Cagliaresa. Znaleziono go na drzwiach prowadzących na dziedziniec willi. Jednak w pewnym momencie ten herb zniknął lub zaginął. Na pierwszym piętrze znajdował się szereg dużych okien, kontrastujących z brakiem otworów na poziomie parteru. Vella opisuje także wnętrze budynku, które za jego czasów było już dawno opuszczone: „W willi znajduje się kilka dużych pomieszczeń, kaplica ozdobiona rzeźbami w kamieniu (służąca jako magazyn paszy) oraz pewna liczba cel więziennych.".

## Późniejsza historia i restauracja

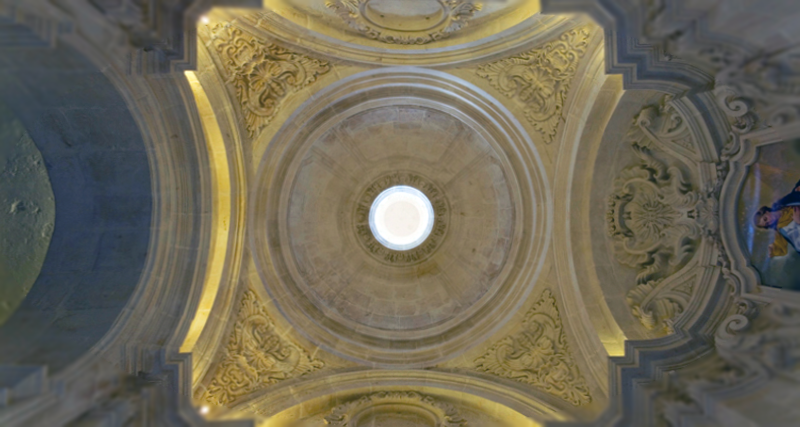
Odrestaurowana kopuła kaplicy willi Cagliaresa.

W 2000 wiejska willa była w stanie zaawansowanego zniszczenia. Budynek groził zawaleniem i służył jako budynek gospodarczy. Na barokowym dziedzińcu frontowym było pełno kurczaków, a także osły i kozy; podobnie było w innych pomieszczeniach na parterze. Dostęp do wyższych kondygnacji ograniczony był do pojedynczej, zewnętrznej klatki schodowej. Wszystkie okna były zasłonięte. Dwa duże, łukowe pomieszczenia na piętrze uległy częściowemu zawaleniu, z zawalonymi podłogami, a barokowa kaplica nadal służyła jako magazyn siana. Obecni właściciele zastali kaplicę w dokładnie takim samym stanie, jak opisał ją Vella na początku XX wieku. Budynek był częściowo opuszczony i przez wiele lat nie był naprawiany: większość ścian wyboczyła się na zewnątrz, drewniane belki były przegniłe, a kamienne płyty stropowe (xorok) zostały zniszczone. popękały lub pospadały.
Willę odrestaurowano w latach 2001–2005. Czteroletni projekt obejmował całkowitą renowację obiektu oraz prace związane z architekturą zewnętrzną. Podczas renowacji utrwalona została istniejąca tkanka budynku, rozebrano i przebudowaNO niestabilne skrzydłO willi, zbudowano wewnętrzną klatkę schodową i zmodernizowano budynek do współczesnych standardów mieszkaniowych. Ponieważ podstawową zasadą projektu renowacji było zachowanie pierwotnego charakteru budynku, dodano tylko jeden nowy otwór okienny na poziomie parteru. Herb rodziny Testaferrata na głównej fasadzie został odrestaurowany, natomiast zamówiono nowy herb rodziny Cagliares – wspomniany przez Vellę – i przywrócono go na głównych drzwiach prowadzących na dziedziniec. Wnętrze kopuły i rzeźby w kaplicy również zostały odrestaurowane. Obecni właściciele czasami udostępniają willę lokalnym organizacjom kulturalnym w celu organizowania wycieczek kulturalnych i historycznych.

## Zachowanie dziedzictwa kulturowego
Willa ta została przez władze planistyczne zaklasyfikowana jako zabytek 1. stopnia, 28 grudnia 2012 wpisana została do National Inventory of the Cultural Property of the Maltese Islands pod nr. 01247.

## Galeria

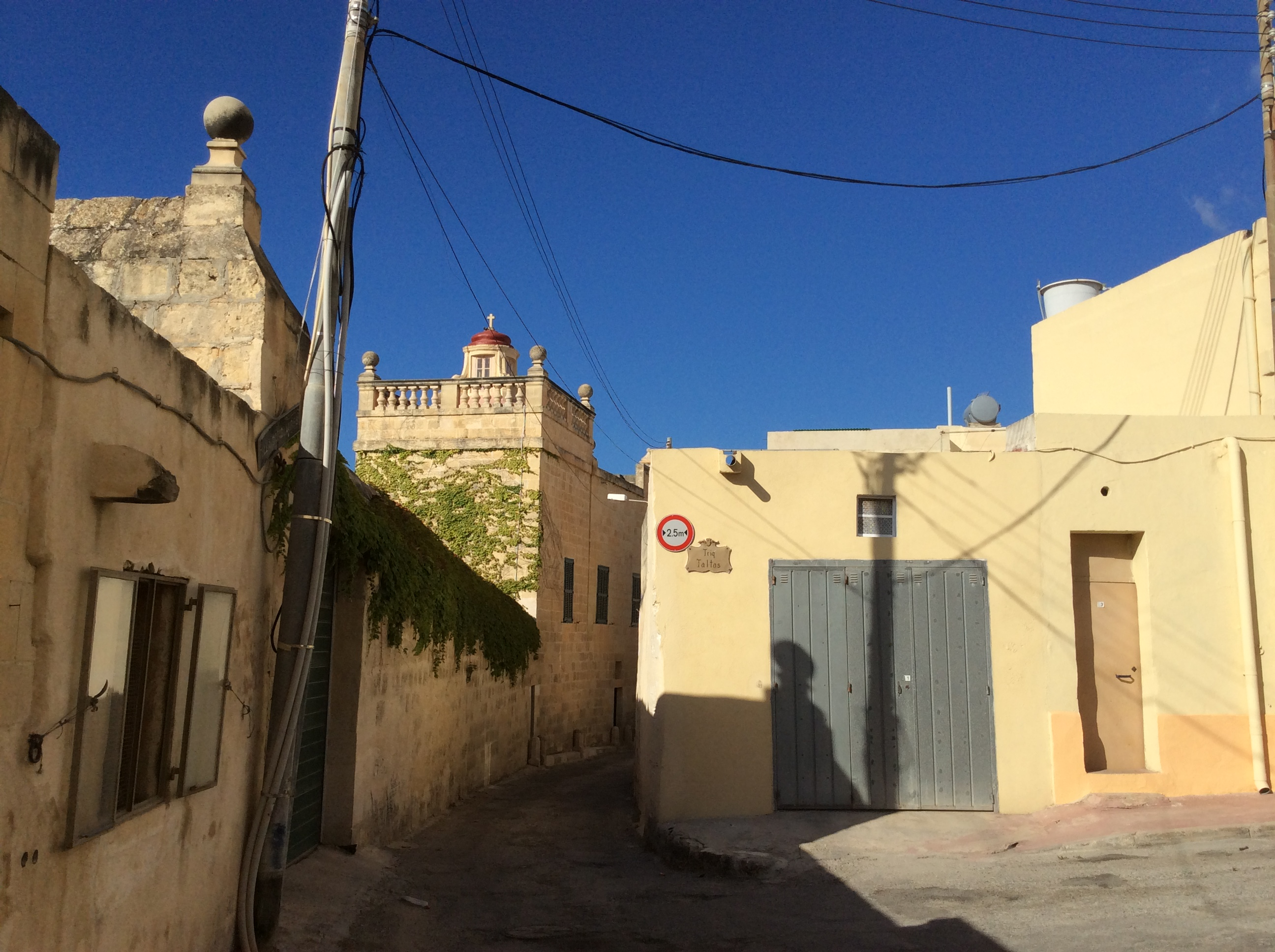
Główne wejście do willi.
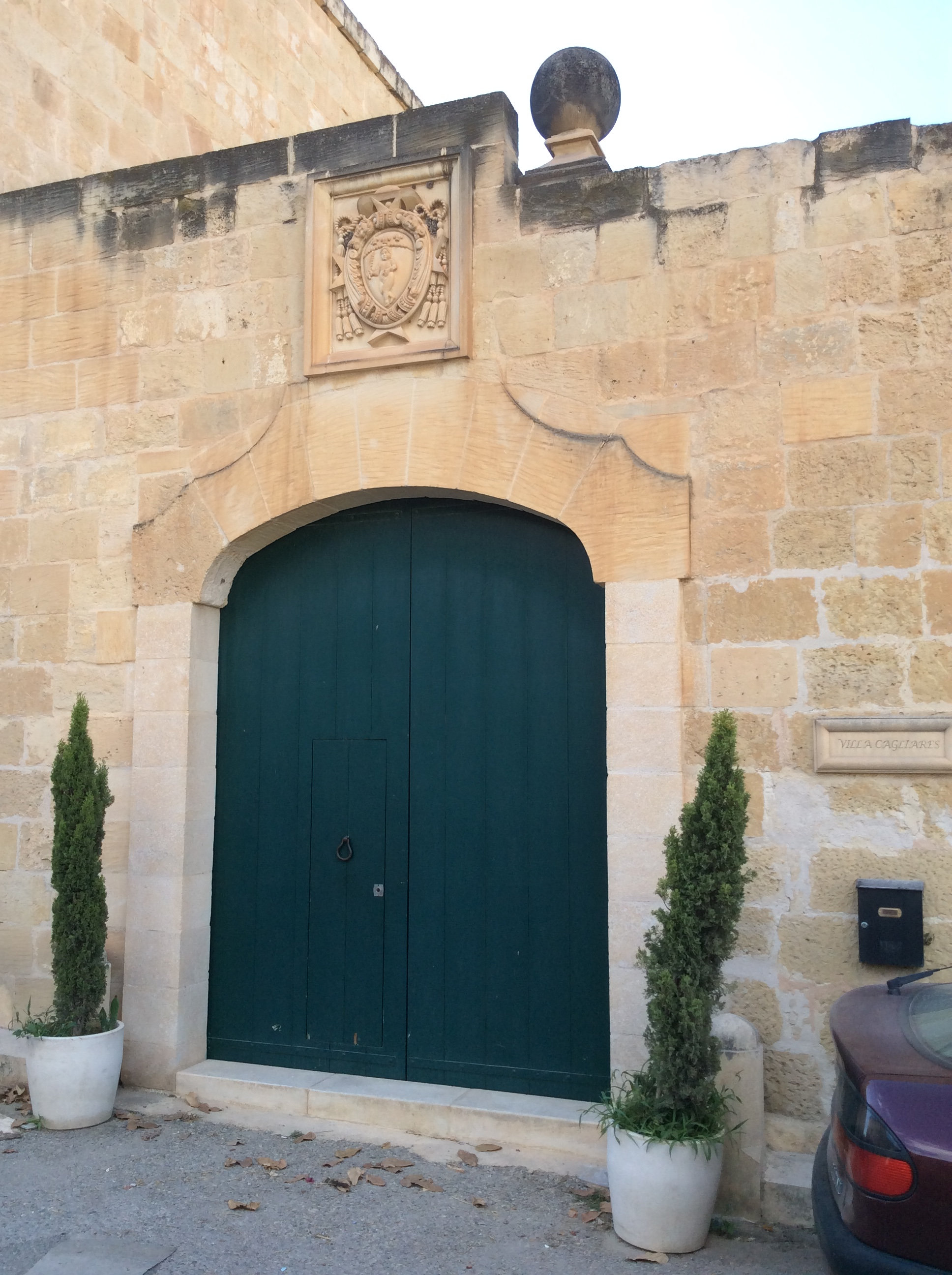
Herb Cagliaresa nad wejściem na dziedziniec.
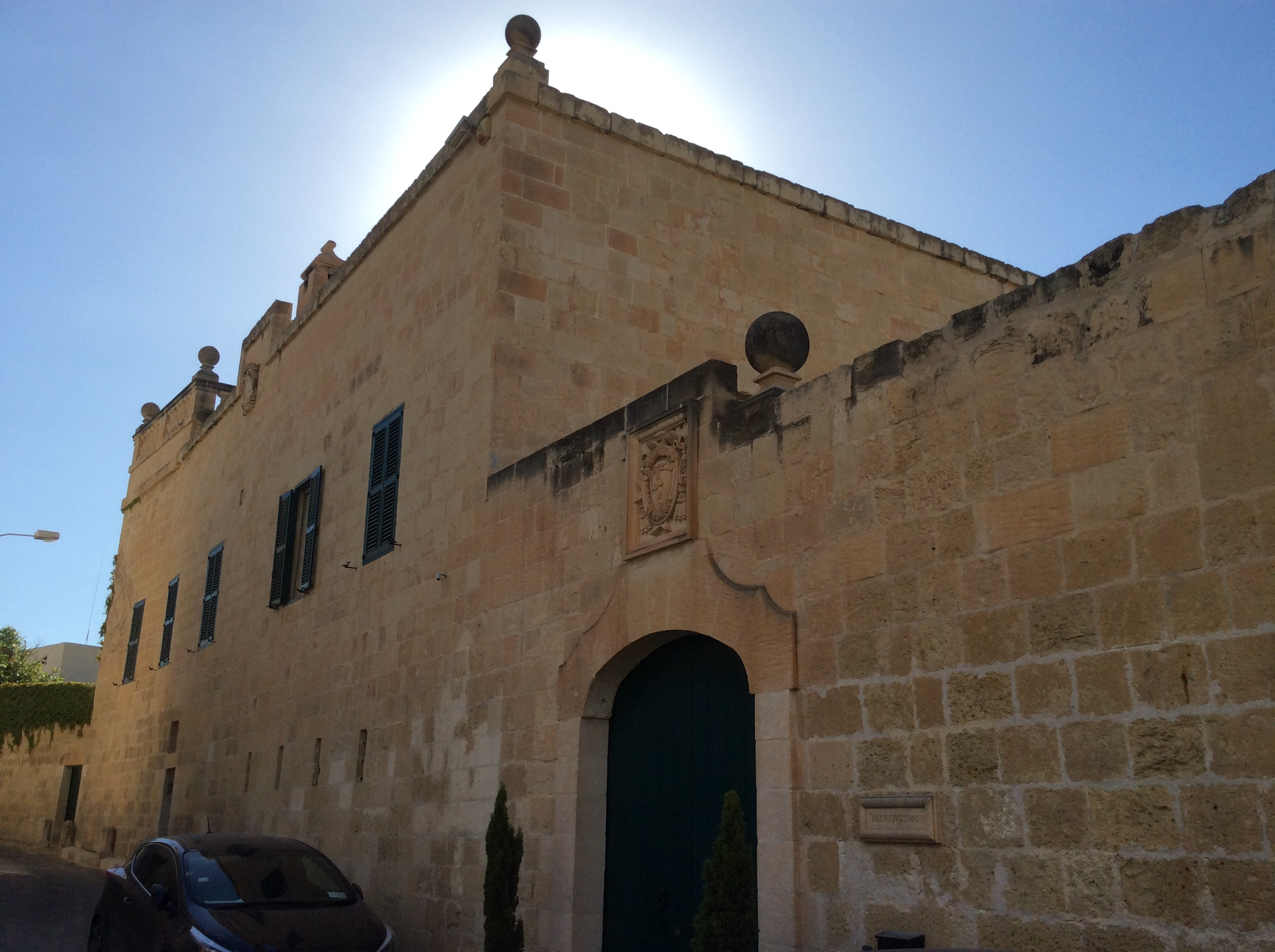
Manierystyczny budynek.